# Dryopteris jurgensenii
Dryopteris jurgensenii là một loài dương xỉ trong họ Dryopteridaceae. Loài này được Maxon & C.V.Morton mô tả khoa học đầu tiên năm 1938.
Danh pháp khoa học của loài này chưa được làm sáng tỏ. 